# Sukkot Labes
La Sukkot Labes è una struttura geologica della superficie di Cerere.